# Championnat de Tunisie masculin de volley-ball 1960-1961
Navigation
Saison précédente Saison suivante
Le championnat de Tunisie masculin de volley-ball 1960-1961 oppose les neuf meilleures équipes tunisiennes de volley-ball, la dixième, l'Association sportive des sapeurs pompiers, ne s'étant pas engagée.
L'Étoile sportive goulettoise conserve son titre malgré le départ de Max Sitruk et Gugus Cohen vers son principal concurrent, l'Alliance sportive, et grâce, entre autres, au recrutement de Hassine Belkhouja (Alliance), Habib Okbi (Club africain), Gilbert Cohen (Union sportive tunisienne) et Ali Behi (Zitouna Sports). L'Alliance sportive sauve néanmoins sa saison en prenant sa revanche sur son adversaire en finale de la coupe de Tunisie.

## Division nationale
Le classement final est le suivant :
| Rang | Équipe                         | Points | Matchs | Victoires | Défaites |
| 1    | Étoile sportive goulettoise    | 32     | 16     | 16        | 0        |
| 2    | Alliance sportive              | 29     | 16     | 13        | 3        |
| 3    | Cercle des nageurs tunisiens   | 28     | 16     | 12        | 4        |
| 4    | Union sportive goulettoise     | 25     | 16     | 9         | 7        |
| 5    | Association sportive française | 23     | 16     | 7         | 9        |
| 6    | Union sportive tunisienne      | 21     | 16     | 5         | 11       |
| 7    | Club sportif des cheminots     | 20     | 16     | 4         | 12       |
| -    | Avenir musulman                | 20     | 16     | 4         | 12       |
| 9    | Espérance sportive de Tunis    | 18     | 16     | 2         | 14       |

## Division 2
Les deux premiers classés, l'Association sportive de Montfleury et la Jeunesse olympique de Tunis, accèdent en division nationale. Le classement final de cette division est le suivant :
- 1er : Association sportive de Montfleury : 18 points
- 2e : Jeunesse olympique de Tunis : 16 points
- 3e : Club olympique de Kélibia : 15 points
- 4e : Club africain : 12 points
- 5e : Jeunesse sportive de Beausite : 9 points
- 6e : Zitouna Sports : 8 points

Al Mansoura Chaâbia de Hammam Lif et l'Étoile sportive du Sahel, déclarent un forfait général.

## Division 3
18 clubs disputent ce championnat et sont répartis en trois poules.

### Poule de Tunis et Nord
L'Avant-garde de Tunis et Al Hilal terminent premiers devant Saydia Sports. Ces trois clubs montent en division 2. Les autres clubs de la poule sont le Club olympique du Kram, le Stade africain de Menzel Bourguiba, l'Association sportive de l'Ariana, le Racing Club de Mégrine et l'Association sportive des traminots.

### Poule Cap Bon
Le Stade nabeulien est premier et accède en deuxième division. Il précède :
- Grombalia Sports
- Union sportive El Ansar (Dar Chaâbane)
- Avenir populaire de Soliman

### Poule Centre et Sud
L'Union culturelle de Sfax est champion de poule. Il monte en division 2. Les autres clubs du groupe sont :
- Patriote de Sousse
- Club tunisien
- Aigle sportif de Téboulba
- Association sportive de Djerba
- Association sportive de Mahrès